# 酒井次得郎
酒井 次得郎（さかい じとくろう、1926年9月13日 - 2004年2月2日）は、日本の実業家。関西テレビ放送元社長。

## 経歴・人物
静岡県出身。1950年に早稲田大学理工学部を卒業し、同年に京阪神急行電鉄に入社した。1982年6月から1986年6月までに取締役を務め、1983年7月から1990年3月までにアルナ工機社長を務めた。
1990年6月に関西テレビ放送副社長に就任し、1994年6月から1997年6月までに社長を務め、1997年6月から1998年6月に会長を務めた。
2004年2月2日敗血症のために死去。77歳没。

## 家族
- 兄：酒井次吉郎（第7代静岡銀行頭取、元静岡銀行代表取締役会長）
- 弟：酒井三到男（伊：ファルミタリア・カルロ・エルバ社（現・米：ファイザー社）日本総支配人・『生の時刻』執筆）